# Сысоев, Александр Ануфриевич
Алекса́ндр Ану́фриевич Сысо́ев (3 июля 1919, с. Ханово, Могилёвская губерния — 26 ноября 1983) — советский учёный-физиолог. Педагог. Доктор биологических наук (с 1963). Профессор. Ректор Курского сельскохозяйственного института (1962—1973). Общественный деятель.

## Биография
Из крестьян. Выпускник Ленинградского военно-ветеринарного училища, после окончания которого работал заведующим ветеринарным пунктом.
Участник Великой Отечественной войны. С 1938 по 1948 — в рядах Советской Армии, служил военным ветеринарным фельдшером артиллерийской батареи 52-го кавалерийского полка.
В 1945 окончил Военно-ветеринарную академию (сейчас Московская государственная академия ветеринарной медицины и биотехнологии имени К. И. Скрябина).
Демобилизовавшись из армии, с 1948 работал в лечебно-ветеринарных учреждениях Московской области, был старшим научным сотрудником Всесоюзного института экспериментальной ветеринарии (ВИЭВ).
С 1953 — кандидат биологических наук (диссертация на тему «Аллергия при беременности у крупного рогатого скота»).
С 1957 жил и работал в Курске. Был первым заведующим кафедры физиологии и зоогигиены со дня её основания (1957) и до конца жизни (1983), деканом зоотехнического факультета Курского сельскохозяйственного института, начальником областного управления сельского хозяйства.
В течение ряда лет работал советником в КНДР и Китае, экспертом ООН по вопросам высшего образования.
А. А. Сысоев был депутатом Верховного Совета РСФСР 7-го созыва, Курского областного Совета. Под его руководством выполнены и защищены 2 докторских и 7 кандидатских диссертаций.
С 1962 по 1973 — ректор Курского сельскохозяйственного института, профессор. В 1963 стал доктором биологических наук (диссертация на тему «Физиология репродуктивной системы у коров»).

## Научная деятельность
А. А. Сысоев — видный учёный в области воспроизводительной функции животных. Автор 150 научных работ, среди которых учебник по физиологии сельскохозяйственных животных, 14 книг и монографий, 3 практикумов по физиологии сельскохозяйственных животных.

### Избранные публикации
- Метод ускоренного воспроизводства породного скота (в соавт., 1963),
- Теория и практика воспроизводства скота (1965),
- Агрономия (сборник статей, 1967),
- Физиологические особенности воспроизводительной функции коров (в соавт., 1971),
- Физиология размножения сельскохозяйственных животных (1978),
- Физиология сельскохозяйственных животных (учебник для высш. с.-х. учеб. заведений по специальности «Зоотехния», 1980),
- Практикум по физиологии сельскохозяйственных животных (1981)

## Награды
- Орден Трудового Красного Знамени (дважды),
- Орден «Знак Почёта»,
- Орден Государственного знамени КНДР,
- медали СССР.

## Память
- Ныне кафедра физиологии и зоогигиены Курской государственной сельскохозяйственной академии носит имя профессора А. А. Сысоева.